# Palazzetto Bonaventura
Palazzetto Bonaventura é um palacete localizado no número 28 da Via dei Coronari, no rione Ponte de Roma, na esquina com o Vicolo de Montevecchio e a Piazza di San Simeone. 

## História
Na segunda metade do século XV, Roma se tornou uma cidade muito cosmopolita. Os papas deste período vieram de fora dos Estados Papais e favoreceram a vinda para a cidade de habitantes de seus países de origem. Outros estrangeiros, como os banqueiros florentinos, vieram atraídos pelas boas oportunidades de negócios. Os alemães introduziram em Roma a primeira prensa móvel e também os stube, uma mistura de banho romano com salão de beleza. Estes estabelecimentos, que os italianos chamaram de stufe, se tornaram muito populares, pois permitiam intimidades e algo mais. Um dos maiores, que permitia a entrada de homens e mulheres, ficava na área conhecida por suas muitas cortesãs, entre as duas principais vias do início do período renascentista em Roma: a Via Recta (moderna Via dei Coronari) e a Strada Papale (Via del Governo Vecchio). A Via dell'Anima, que ligava as duas, também era muito importante e ali se estabeleceram os Mellini, parentes do papa Inocêncio VIII, quase em frente à igreja de Sant'Agnese in Agone (cuja fachada ficava oposta à Piazza Navona na época, o inverso da posição atual). Os alemães construíram sua igreja nacional, Santa Maria dell'Anima, no final da rua. O quarteirão só mudou significativamente no século XVII, quando o papa Inocêncio X mudou a fachada de Sant'Agnese para embelezar a Piazza Navona.
Poucos palácios renascentistas deste período ainda restam ao longo destas vias, incluindo o Palazzeto Turci e o Palazzeto Bonaventura, ambos revelando em suas fachadas o mesmo revestimento em pedra utilizado em Santa Maria dell'Anima e no Palazzo della Cancelleria.